# Architektura bizantyńska
Architektura bizantyńska (lub bizantyjska) cechuje się przejęciem i znacznym udoskonaleniem konstrukcyjnym technik i tradycji rzymskich, wczesnochrześcijańskich oraz hellenistycznych i orientalnych – zwłaszcza perskich. Rozwinęła się w końcowym okresie Cesarstwa Rzymskiego i pod panowaniem cesarzy bizantyńskich. Objęła tereny dzisiejszej Grecji, Macedonii Północnej, Bułgarii, Serbii, Turcji i Syrii. Wraz z ekspansją terytorialną Cesarstwa Bizantyńskiego obszar jej oddziaływania poszerzył się na Italię i północną Afrykę. Jej wpływy są zauważalne w architekturze Armenii, Gruzji i Rusi, a nawet w Polsce. W jej historii wyróżnia się zazwyczaj trzy okresy:
- Okres pierwszy od założenia Konstantynopola do upadku ikonoklazmu w 843 r. nazywany jest często okresem wczesnobizantyńskim
- Okres drugi (867–1204), renesans architektury, ogólniej sztuki bizantyńskiej, kończy zajęciem Konstantynopola przez krzyżowców w 1204; nazywany jest też okresem średniobizantyńskim
- Okres trzeci, związany z restauracją cesarstwa 1261–1453, kończy zdobycie Konstantynopola przez Turków, nazywany jest także okresem późnobizantyńskim.

## Okres wczesnobizantyński 330–843

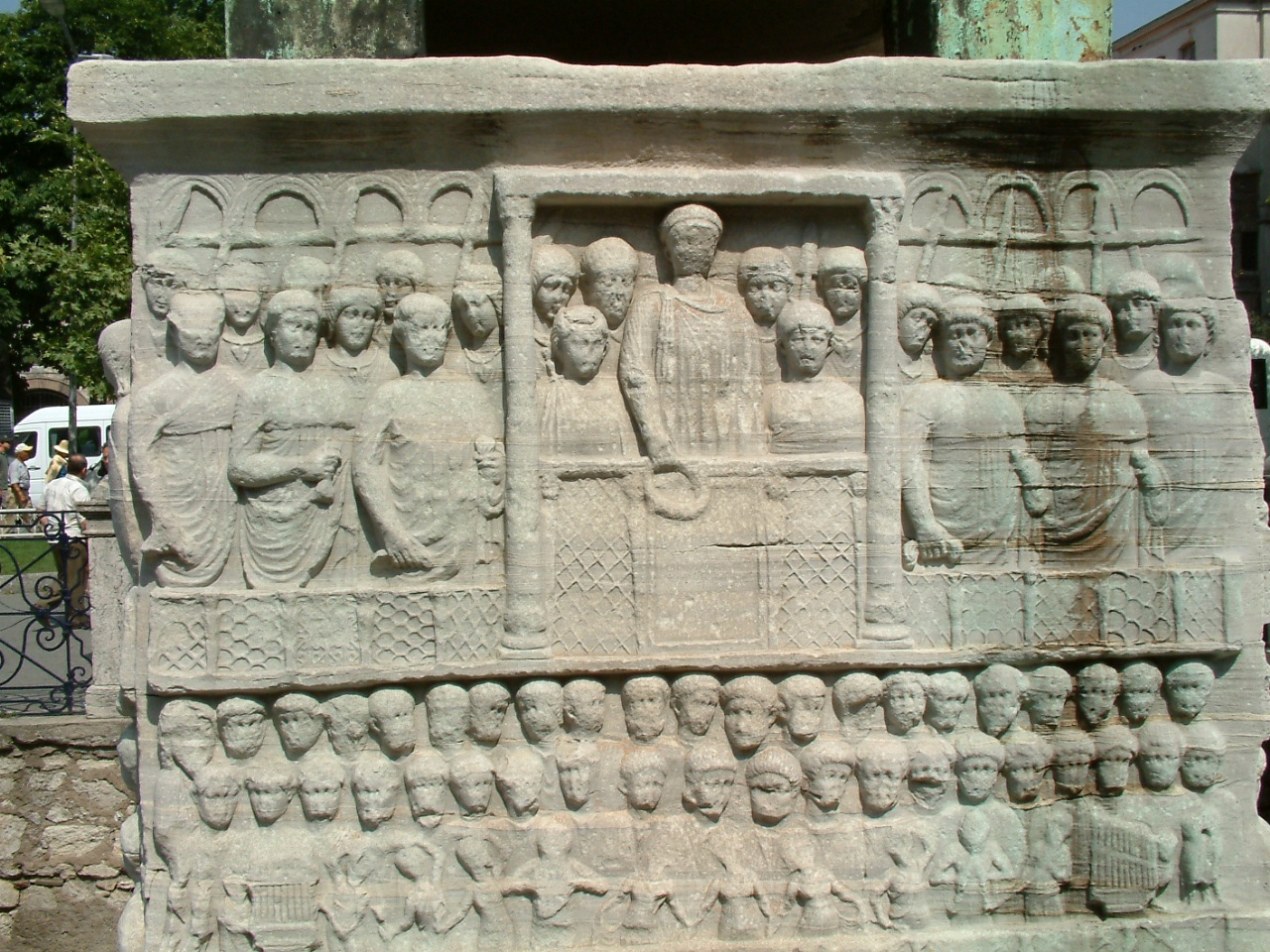
Hipodrom – cokół pod obeliskiem przywiezionym z Egiptu

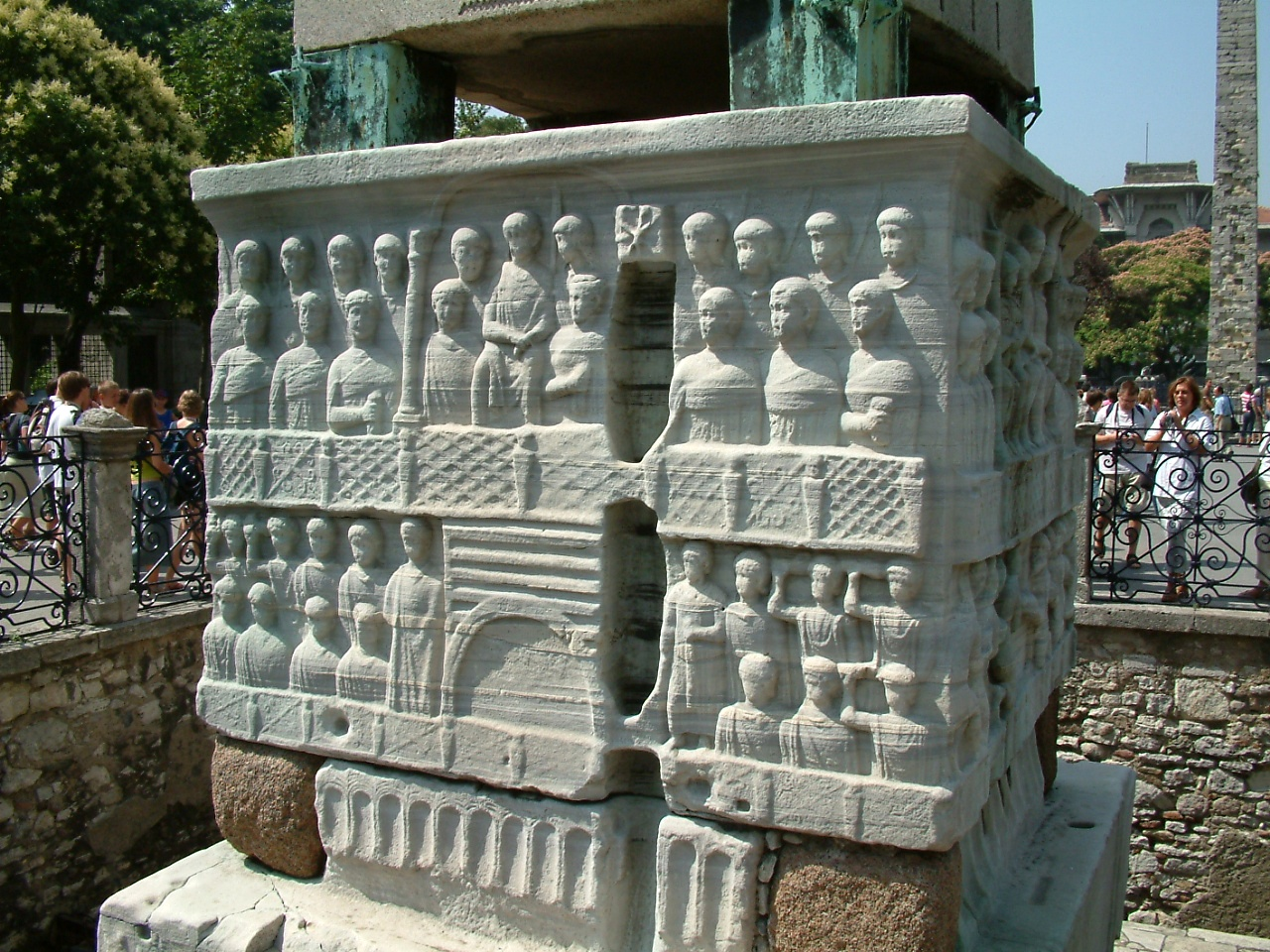
cokół

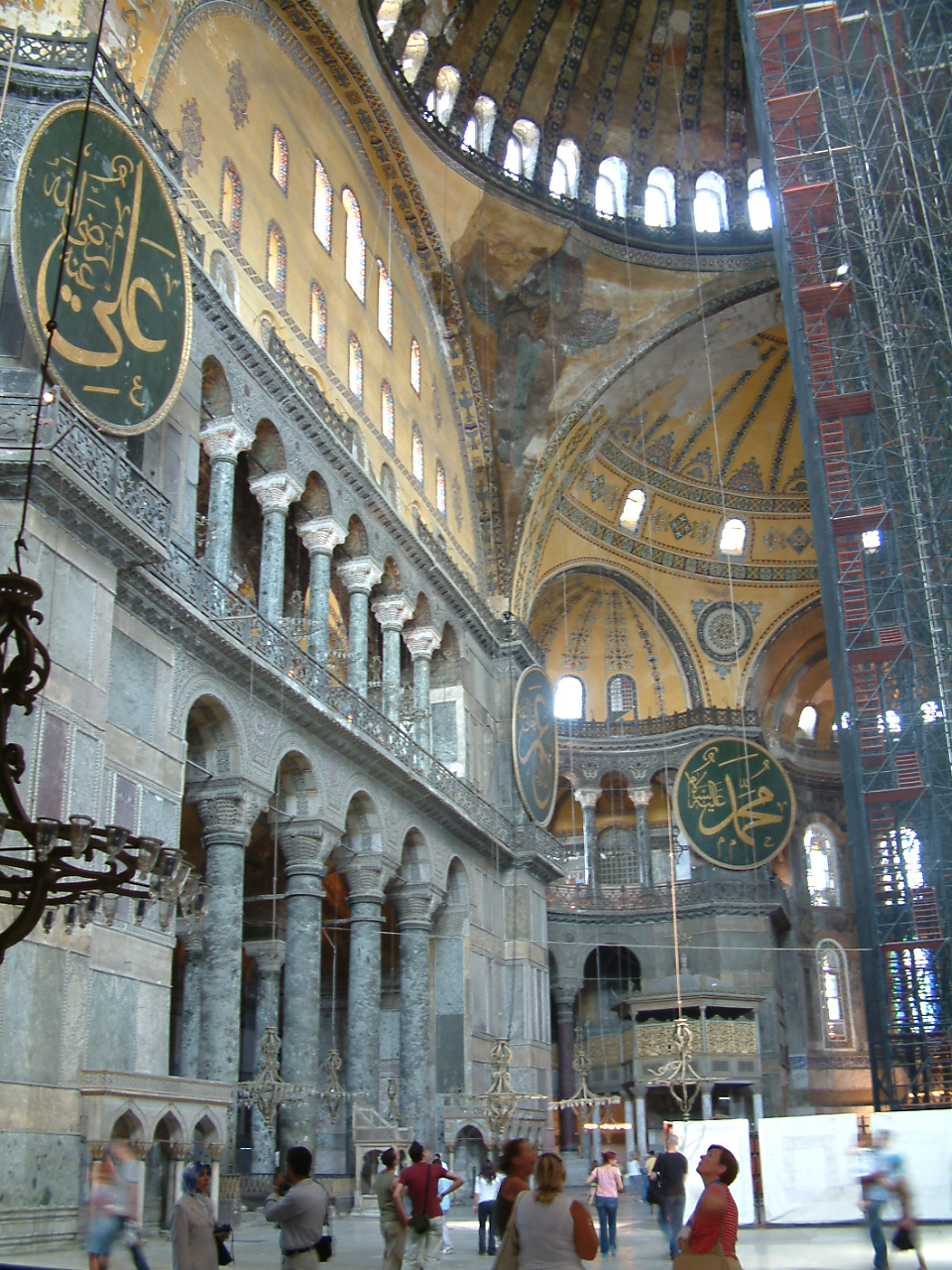
Kościół Mądrości Bożej (Hagia Sophia) – wnętrze świątyni, obecnie meczet

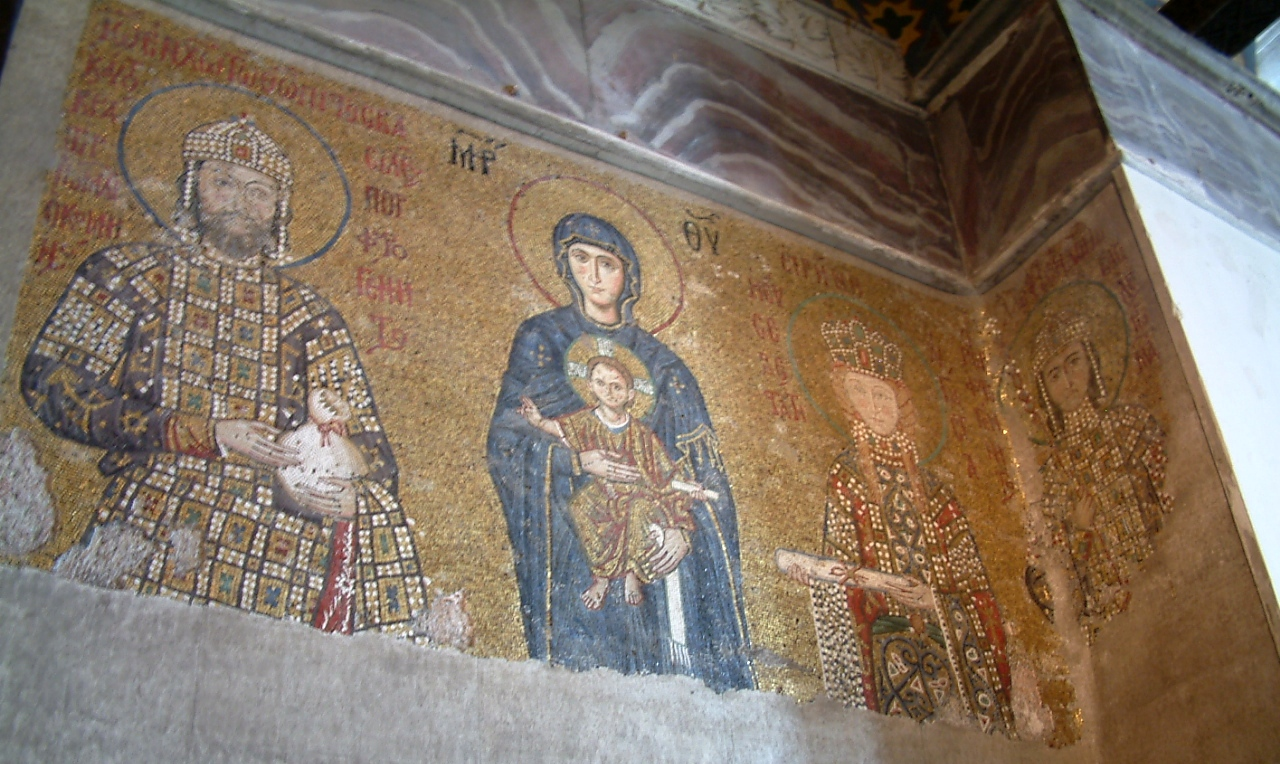
Hagia Sophia – mozaika

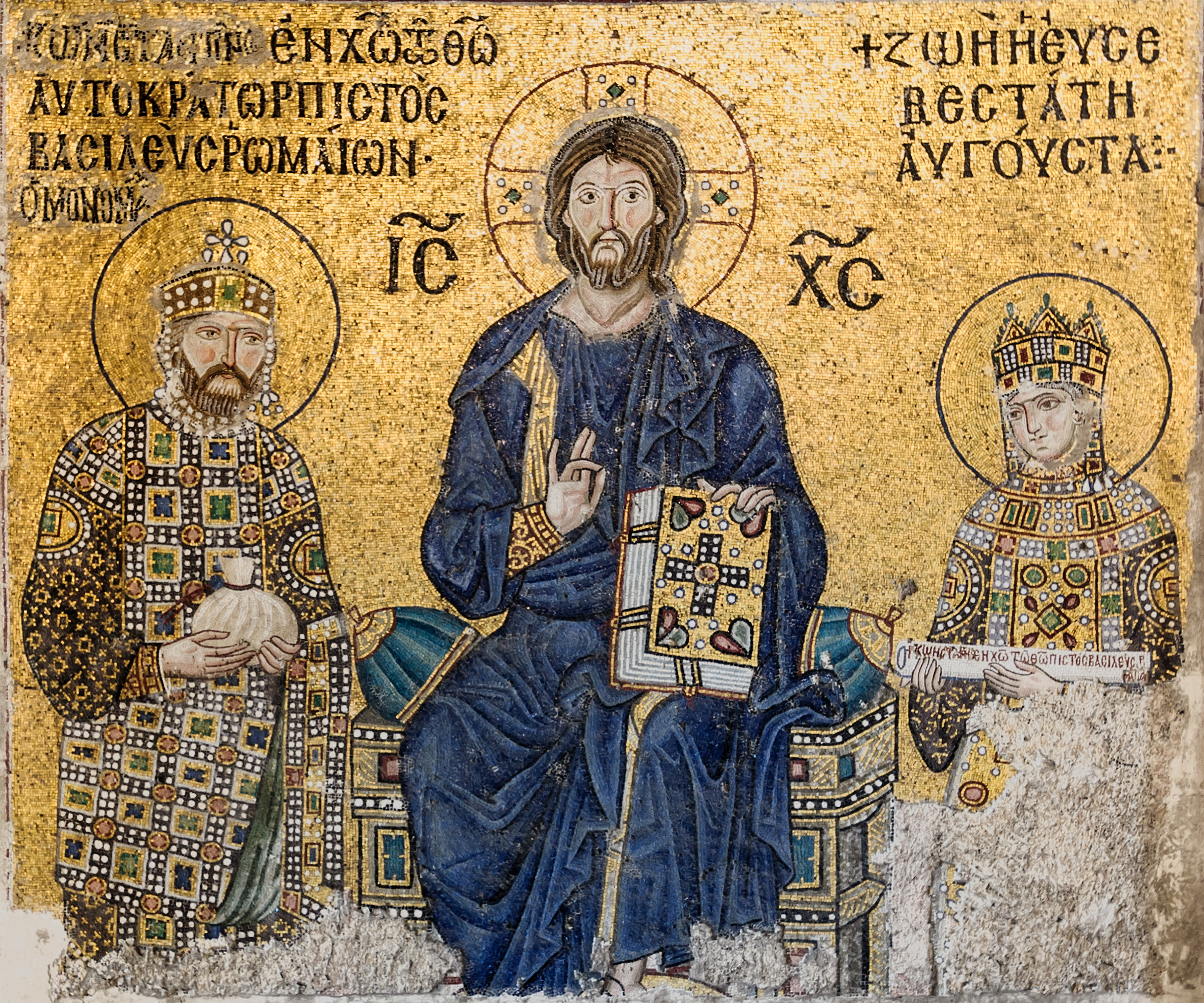
Hagia Sophia – mozaika

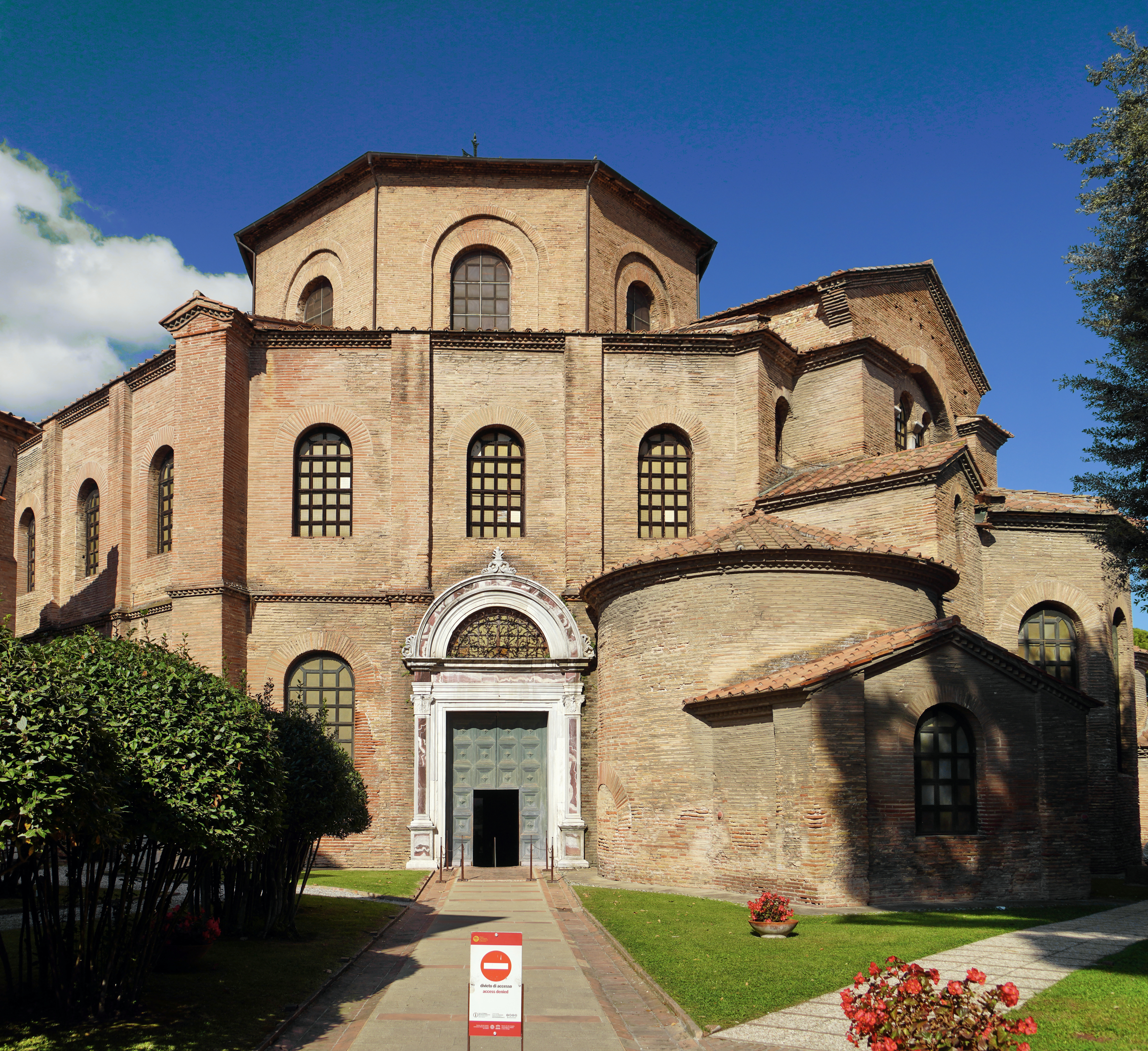
Kościół San Vitale w Rawennie

Architektura bizantyńska, podobnie jak inne dziedziny sztuki bizantyńskiej narodziła się w 330 r. wraz z przeniesieniem przez Konstantyna Wielkiego stolicy cesarstwa rzymskiego do Bizancjum, niewielkiej kolonii greckiej nad Bosforem. Cesarz postanowił zbudować Nowy Rzym. W centralnej części miasta, wokół Augusteionu, powstały najważniejsze budowle: gmach senatu, hipodrom, kościół Hagia Sophia oraz pałac cesarski. Jedynym zachowanym elementem tej zabudowy jest obelisk ustawiony w 390 r. budynku cyrku, w którym rozgrywano wyścigi rydwanów. Sprowadzony z Egiptu przez Teodozjusza stanął na cokole ozdobionym marmurowymi płytami. Płaskorzeźby cokołu cechuje symetryczna kompozycja z ustawioną w centrum postacią cesarza. Poniżej, widzowie, tancerze i muzykanci zostali przedstawieni w równych rzędach. To skostnienie obrazu jest wynikiem coraz silniejszych wpływów Bliskiego Wschodu na ceremoniał dworski cesarstwa wschodniorzymskiego. Kościół Hagia Sophia przetrwał w formie nadanej mu podczas rządów Justyniana.
Z pierwszego okresu rozwoju miasta zachowały się ziemne cysterny. Konstantynopol nie miał źródeł słodkiej wody, którą sprowadzano do miasta akweduktami. Na wypadek oblężenia budowano podziemne zbiorniki podzielone rzędami kolumn na nawy. Kwadratowe pola przekryte były sklepieniami żaglastymi lub krzyżowymi. Aby zwiększyć pojemność zbiorników, stosowano podwyższenie pomieszczenia ustawiając kolumny jedna na drugiej. Większość głowic pozbawiona jest ozdób. Pojawia się nowy element architektoniczny w formie odwróconej piramidy – nasadnik, usytuowany pomiędzy łękiem sklepiennym a głowicą kolumny.
Już w okresie panowania Teodozjusza II widoczne jest w architekturze stopniowe przekształcanie budowli na planie bazyliki. Nawy są krótsze, rozbudowana zostaje absyda i transept. Zmiana proporcji i przekrycie nawy środkowej kopułą to cechy bazyliki ukształtowane w architekturze bizantyńskiej. Tak powstała forma kościoła na planie krzyża greckiego z kopułą nad przecięciem się jego ramion, tzw. kościół krzyżowo-kopułowy. Część centralną od południa i północy otaczają nawy boczne z emporami, od zachodu usytuowany był narteks z emporą a od wschodu umieszczano płytkie prezbiterium z absydą.
Inaczej kształtowano detale architektoniczne. Liście akantu zdobiące głowice są bardziej płaskie i zaostrzone niż w Rzymie czy w architekturze hellenistycznej. Dodatkowo są mocno odgięte. W wielu przypadkach płaskorzeźba wykonywana jest za pomocą świdra. Ciemne tło tworzy negatyw wzoru dając iluzję głębi i ruchu. Kolejną cechą bizantyńskich kapiteli jest wspomniane już zastosowanie imposty. Powstaje w ten sposób podwójna głowica zwana nasadnikową lub impostową. Po połączeniu głowicy z nasadnikiem utworzono nowy typ głowic. Nazywano go głowicą koszyczkową lub głowicą trapezoidalną. Oprócz liści akantu, motywem dekoracyjnym stosowanym do zdobienia kapiteli są różne formy plecionek oraz motywy figuralne w postaci ptaków i zwierząt.
W okresie panowania Justyniana I ukształtował się typ kopuły zwanej kopułą bizantyńską. Charakteryzuje się zmianami wprowadzonymi do sposobu podparcia konstrukcji. Pierścień wsparty na masywnych ścianach zostaje zastąpiony czterema pendentywami przenoszącymi obciążenia z czaszy kopuły na cztery filary ustawione w narożach kwadratu. Odciążenie ścian pozwoliło na doświetlenie wnętrza budowli szeregiem okien wykonanych w ścianach pomiędzy żagielkami.
Zastosowanie cegieł oraz dekoracji z kolorowych płyt kamiennych i mozaiki pokrywającej wszystkie powierzchnie budynku to także cechy charakterystyczne dla architektury bizantyńskiej. We wnętrzach budowli wznoszonych w VI wieku pojawia się ikonostas oddzielający nawę główną od sanktuarium.
Rok 726 rozpoczyna okres obrazoburstwa, czyli ikonoklazm. Sam ruch istniał już wcześniej. Ale dopiero polecenie Leona III nakazujące usunięcie wizerunku Chrystusa znad wejścia do pałacu w Konstantynopolu spowodowało liczne rozruchy. W 730 został wydany edykt cesarski zabraniający kultu obrazów. Zapoczątkował masowe niszczenie ikon, niszczenia lub zamalowywania fresków i mozaik. Tylko nieliczne dzieła sztuki ocalały. Na początku IX wieku miały miejsce nieskuteczne próby przywrócenia kultu obrazów. Okres ikonoklazmu kończą ostre wystąpienia społeczeństwa, czas buntów i zamieszek.
Przykłady architektury wczesnobizantyńskiej:
- Konstantynopol (obecny Stambuł):
  - kościół Hagia Sophia;
  - kościół św. Jana Chrzciciela w klasztorze Studios – ufundowany w 463 r. przez senatora Studiusa. Zbudowany na planie bazyliki o skróconych nawach. Nad nawami bocznymi posiadał wykonstruowane empory otwarte w kierunku nawy głównej. Zachowany jako ruina;
  - kościół Hagia Eirene (kościół Bożego Pokoju) – zbudowany został na miejscu pierwszej katedry Konstantynopola. Budowę rozpoczęto w 532 r., po pożarze, który zniszczył wcześniejszą świątynię. Kolejne naprawy i przebudowy miały miejsce w 564 (po następnym pożarze) i 738 po zniszczeniach spowodowanych trzęsieniem ziemi. Zbudowany jako bazylika kopułowa. Szeroka nawa główna podzielona jest na dwie części arkadą. Każda z części nawy przesklepiona została kopułą opartą na pendentywach. Kopułą wschodnia, skonstruowana na planie koła, opiera się na wysokim bębnie oświetlającym wnętrze bazyliki szeregiem okien. Nad zachodnią częścią zbudowano kopułę na planie owalu. Od zewnątrz częściowo zasłonięta ścianami bębna, jest znacznie niższa od kulistej kopuły wschodniej. Nawę główną kończy przesklepiona absyda. Elewację od strony absydy flankują dwie klatki schodowe umożliwiające wejście na empory zbudowane powyżej naw bocznych. Empory są przykryte sklepieniami kolebkowymi a nawy boczne sklepieniami krzyżowymi;
  - kościół św. Apostołów – początkowo zbudowany na planie krzyża jako mauzoleum Konstantyna Wielkiego. Na przecięciu się ramion ustawiono sarkofag cesarza. Justynian, w latach 536-550 rozbudował budowlę wydłużając nawę wejściową. Nad nawami skonstruowano cztery mniejsze kopuły a nad przecięciem się ramion krzyża piątą najwyższą, wspartą na bębnie z oknami oświetlającymi wnętrze kościoła. Kościół nie dotrwał do naszych czasów. W XVIII wieku w miejscu, gdzie stał kościół św. Apostołów zbudowany został meczet. Na planie tego kościoła wzorowano bazylikę św. Marka w Wenecji;
  - podziemne cysterny na wodę: Cysterna bazyliki, Cysterna Filoksenosa, Cysterna Teodozjusza;
  - fragmenty murów obronnych.
- Saloniki – kościół św. Demetriusza – zbudowany w V wieku jako pięcionawowa bazylika z transeptem. Nawę główną kończy przesklepiona absyda. Dach bazyliki został skonstruowany w postaci odkrytej więźby dachowej. Fasadę zamykają dwie wieże obejmujące narteks. W VII wieku została przebudowana, lecz nieznany jest zakres wprowadzonych wówczas zmian. Ściany wykonane zostały z cegły łączonej z blokami kamiennymi. Okna od góry zamykają ceglane arkady. Kościół został zrekonstruowany po pożarze z 1917 r., który zniszczył połowę bazyliki.
- Rawenna:
  - Bazylika Sant'Apollinare Nuovo,
  - kościół San Vitale,
  - baptysteria Ortodoksów i Arian.

## Okres średnio i późnobizantyński
Po przejęciu władzy przez dynastię macedońską rozpoczął się ponowny rozkwit sztuki bizantyńskiej. Budowano wiele nowych kościołów. W okresie średniobizantyńskim największą popularność zdobyło zastosowanie innego rozwiązania bazylik budowanych na planie krzyża greckiego, tzw. quincunx, czyli kościół na planie krzyża wpisanego w kwadrat. Powstał przez wydłużenie ramion i umieszczenie pomiędzy nimi niewielkich, narożnych przęseł na planie kwadratu. W ten sposób w planie kościoła można wyróżnić dziewięć naw. Największa, na przecięciu ramion krzyża, przykrywana jest dużą kopułą. Nawy na ramionach krzyża otrzymują zazwyczaj sklepienia kolebkowe, a nawy narożne sklepienia krzyżowe albo kopuły o mniejszych rozmiarach niż kopuła centralna. Za najstarszy kościół zbudowany na tym planie uważa się kościół Nea w Konstantynopolu, konsekrowany w 881 r. Kształt kopuł ulega też modyfikacji. Są mniejsze, budowane są coraz częściej na bębnach z zachowaniem pendentywów przy przejściu do podpierających je filarów.
Pałac cesarski w Konstantynopolu był zbudowany przy forum – Augustionie już przez Konstantyna Wielkiego. Wielokrotnie przebudowywany przez jego następców, w X-XI wieku został znacznie rozbudowany. Forma zabudowań bardziej przypominała pałace Syrii i Persji niż siedziby dworu w Rzymie. Na powierzchni ok. 400 00 m² rozmieszczono na tarasach pojedyncze budowle połączone dziedzińcami lub galeriami. W sumie zbudowano 8 dziedzińców, 7 westybuli, 23 budynki sakralne, sale tronowe, prywatne apartamenty cesarskie, bibliotekę, łaźnię, hipodrom, pałac służący jako przystań morska i wiele innych sal i pomieszczeń rozmieszczonych wśród ogrodów. Do forum przylegał dostępny dla mieszkańców, kilkukondygnacyjny Chalke. Pałac pełniący rolę westybulu. Mieściły się w nim pomieszczenia gwardii cesarskiej i kościół św. Apostołów. Z Chalke połączony był kolejny pałac Dafne, przeznaczony na audiencje i załatwianie spraw administracyjnych. Składał się wielu reprezentacyjnych sal i dziedzińców otoczonych portykami. Sale tronowe znajdowały się w kolejnych kompleksach pałacowych: Trikonchos i Chrysotriklinos (mieszczący Złotą Salę Tronową) i graniczący z prywatnymi apartamentami rodziny cesarskiej. Sala tronowa zbudowana przez Konstantyna mieściła się w budynku zwanym Magnaura. Zgodnie z zachowanymi opisami, była to trójnawowa bazylika zakończona absydą, w której, na podwyższeniu znajdował się tron cesarza. Wzdłuż stopni prowadzących w kierunku tronu ustawiono 6 posągów złoconych lwów. Jeszcze wystawniejsza była dekoracja Złotej Sali Tronowej. Budynek na planie ośmioboku z przylegającymi do niego absydami przesklepiony był kopułą. W jednej z absyd, na podwyższeniu stał tron cesarza. Za nim ustawiono wykonany ze złota platan, na którego gałęziach umieszczono złote ptaki. Przed tronem stały złote posągi lwów. Podczas ceremonii, dekoracja wprawiana była w ruch, któremu towarzyszyły dźwięki organów, ryk lwów i śpiew ptaków. Unoszący się tron spowijał dym kadzideł. Zachowały się opisy przepychu urządzenia wnętrz, wystawności ceremoniału i życia dworskiego. Do budowy pałacu użyto wielu drogich materiałów. Sklepienia podtrzymywały kolumny z kolorowych marmurów, onyksu. Posadzki, płaszczyzny ścian i sufitów zdobiły reliefy i mozaiki, w które wbudowano wiele drogich kamieni. Ich tematyka opisywała zdarzenia historyczne z udziałem cesarza i sceny rodzajowe. Wielki Pałac został opuszczony w XII wieku. Cesarz przeniósł się w pobliże Złotego Rogu, do pałacu zwanego blacherskim. Z Wielkiego Pałacu oraz z pałacu blacherskiego zachowały się tylko nieliczne fragmenty. W najlepszym stanie przetrwał fragment ruin pałacu Porfirogenetów, na którym widnieją znaki dynastii Paleologów. Niektóre detale architektoniczne zostały wykorzystane przy budowie bazyliki św. Marka w Wenecji (m.in. kapitele, balustrady) oraz Bazyliki Eufrazjana w Poreču na Istrii.
Domy mieszkalne w Bizancjum miały układ podobny do budynków mieszkalnych budowanych w Syrii. Poprzedzały je wychodzące na ulicę portyki, za którymi znajdował się dziedziniec poprzedzający pomieszczenia mieszkalne (w Rzymie pomieszczenia otaczały atrium). Lepiej niż domy bizantyńskie, zachowały się weneckie pałace naśladujące ten typ zabudowy (posiadają one parterowe portyki albo arkadowe galerie na piętrze).
Przykłady budowli powstałych w okresie średnio i późnobizantyńskim:
- Konstantynopol (obecny Stambuł):
  - rozbudowa pałacu cesarskiego;
  - kościół św. Teodora, zbudowany na przełomie XI–XII wieku na planie krzyża wpisanego w kwadrat, powiększony o dodatkowy narteks zewnętrzny przykryty trzema kopułami w XIV wieku. Po zajęciu Konstantynopola zamieniony na meczet, dobudowano minaret;
  - kościół Nea Ekklesia, wybudowany w 880 roku za panowania cesarza Bazylego I;
  - klasztor Peribleptu, wybudowany około roku 1030 za panowania cesarza Romana III;
  - kościół Zbawiciela na Chorze. Zbudowany w XII wieku na miejscu wcześniejszego kościoła z IV wieku. Budowla na planie krzyża greckiego z kopułą na skrzyżowaniu ramion (istniejąca kopuła pochodzi z czasów tureckich). Do absydy przylegają dwie niewielkie nawy na planie kwadratu przesklepione małymi kopułami. Poprzedza do narteks wewnętrzny z dwoma kopułami nad skrajnymi przęsłami. Kościół został powiększony na początku XIV wieku o zewnętrzny narteks i kaplicę grobową (Pareklezjon) Teodora Metochitesa, urzędnika dworu cesarskiego. Z tego okresu pochodzą też mozaiki ze scenami z życia Chrystusa i Marii w kopułach narteksu.
- Ateny – kościół św. Apostołów (ok. 1000 r.) i Kapnikarea (1060–1070), zbudowane na planie krzyża wpisanego z jedną, ośmioboczną kopułą nad skrzyżowaniem naw. Ośmioboczny bęben przecinają wąskie okna obramowane arkadami z półkolumienkami w narożach na połączeniu ścian. Elementem dekoracyjnym ścian są pasy cegieł pomiędzy ciosami kamiennymi tworzące zróżnicowanie kolorystyczne.
- Saloniki – kościół Hagia Sophia, zbudowany w VIII wieku, na planie krzyża wpisanego. Nawa środkowa i nawy narożna przekryte zostały kopułami, nawy w ramionach krzyża sklepieniami kolebkowymi. Kościół poprzedzał narteks.

## Wpływy architektury bizantyńskiej
Obszar Cesarstwa Bizantyńskiego dość szybko zmniejszył się przede wszystkim na skutek częstych najazdów arabskich. Nie zawsze, wraz z utratą ziem, następował zanik oddziaływania sztuki bizantyńskiej. Klasztor św. Katarzyny zbudowany w IV wieku u stóp góry Synaj przetrwał mimo nie sprzyjających okoliczności. Prześladowania mnichów podczas ikonoklazmu przyczyniły się do ich emigracji (np. na Athos, gdzie powstały liczne klasztory, np. Wielka Ławra), do południowej Italii, Kapadocji). Wraz z nimi przeniesione zostały założenia sztuki bizantyńskiej. Pod jej wpływem była także Rawenna i Wenecja. Republika wenecka, nawet po politycznym uniezależnieniu się od Cesarstwa Bizantyńskiego, podtrzymywała kontakty z Konstantynopolem. Efektem tych związków jest znana bazylika św. Marka. Mistrzowie bizantyńscy byli wielokrotnie zapraszani do udziału w budowie italskich świątyń. Wraz z przejęciem chrztu z rąk biskupów kościoła wschodniego w Bułgarii na terenach dzisiejszej Serbii, Macedonii Północnej i Bułgarii powstały liczne cerkwie i klasztory nawiązujące do wzorów bizantyńskich (wpływy te były jeszcze silniejsze w XIII wieku, po zerwaniu kontaktów z Rzymem). Ruś wraz z chrztem przejęła osiągnięcia Bizancjum, uznała je za własne i po asymilacji z tradycjami rodzimego, drewnianego budownictwa, ukształtowała własną sztukę, w której przetrwały elementy sztuki bizantyńskiej.
Zajęcie ziem należących wcześniej do Cesarstwa Bizantyńskiego przez wyznawców islamu wpłynęło także na sztukę islamu.